# La Russell
La Russell – miasto w Stanach Zjednoczonych, w stanie Missouri, w hrabstwie Jasper.